# 조던강 (유타주)
조던강(Jordan River)은 미국 유타주에 있는 51.4-마일-long (82.7 km) 길이의 강이다. 유타호의 발원지에 있는 펌프에 의해 조절되며, 북쪽으로 솔트레이크 계곡을 흐르다가 그레이트솔트호로 흘러 들어간다. 유타주 6대 도시 중 4개 도시가 강을 접하고 있다: 솔트레이크시티, 웨스트밸리시티, 웨스트조던, 샌디. 백만 명 이상의 사람들이 솔트레이크군과 유타군에 걸쳐 있는 요르단강 유역의 일부인 요르단 분지에 살고 있다. 플라이스토세 동안 이 지역은 본빌 호의 일부였다.
사막 고대 문화의 구성원들이 이 지역의 가장 오래된 거주민으로 알려져 있으며, 강을 따라 발견된 고고학 유적지는 3,000년 전으로 거슬러 올라간다. 브리검 영이 이끄는 몰몬 개척자들은 1847년 7월에 도착하여 강과 그 지류를 따라 농장과 정착지를 세운 최초의 유럽계 미국인 정착민들이었다. 건조한 기후에서 식수, 관개 및 산업 용수를 필요로 하는 증가하는 인구는 배수로와 운하를 파고 댐을 건설하며 펌프를 설치하여 고도로 규제되는 강을 만들었다.
요르단강은 원래 본빌 컷스로트 송어를 포함한 13종의 토착종이 서식하는 냉수 어장이었지만, 지금은 커먼 카프가 가장 풍부한 온수 어장이 되었다. 오랫동안 생활하수, 농업 유출수, 광산 폐기물로 인해 심하게 오염되었다. 1960년대에는 하수 처리를 통해 많은 오염 물질이 제거되었다. 21세기에는 클린 워터법과 일부 경우 슈퍼펀드 프로그램에 의해 오염이 더욱 제한된다. 한때 큰뿔양과 아메리카비버의 서식지였던 이 강은 현재 라쿤, 붉은여우 및 반려동물들이 자주 찾는 곳이다. 그레이트솔트호 및 유타호와 마찬가지로 200종 이상의 조류가 방문하는 중요한 조류 자원이다.
빅 코튼우드, 리틀 코튼우드, 레드 버트, 밀, 팔리, 시티 크릭뿐만 아니라 드레이퍼의 윌로우 크릭과 같은 작은 하천들도 분지를 통과한다. 강을 따라 있는 요르단강 파크웨이는 자연 지역, 식물원, 골프장, 그리고 2017년에 완성된 40-마일 (64 km) 길이의 자전거 및 보행자 도로를 포함한다.

## 경과
요르단강은 유타호의 유일한 유출구이다. 이 강은 리하이와 새러토가스프링스 도시 사이의 호수 북쪽 끝에서 발원한다. 그 후 약 8 마일 (13 km) 동안 유타 계곡 북쪽을 북쪽으로 구불구불 흐르다가 요르단 협곡으로 알려진 트래버스 산맥의 협곡을 통과한다. 유타주 방위군의 캠프 윌리엄스 기지는 요르단 협곡의 대부분을 통해 강 서쪽에 위치한다. 강 하구에서 41.8 마일 (67.3 km) 떨어진 (또는 강 마일 41.8 지점의) 요르단 협곡 경계 내에 위치한 터너 댐은 요르단강의 두 댐 중 첫 번째이다. 터너 댐은 물을 오른쪽 또는 동쪽으로 이스트 요르단 운하로, 왼쪽 또는 서쪽으로 유타 및 솔트레이크 운하로 전환한다. 터너 댐 옆에 위치한 두 개의 펌프장은 물을 서쪽으로 프로보 저수지 운하, 유타호 배수 운하, 제이콥-웰비 운하로 전환한다. 프로보 저수지 운하는 솔트레이크군을 통해 북쪽으로 흐르고, 제이콥-웰비 운하는 유타군을 통해 남쪽으로 흐른다. 유타호 배수 운하는 북쪽과 남쪽 모두로 흐르며, 결국 유타호로 다시 돌아간다. 협곡 밖에서는 강이 하구에서 39.9 마일 (64.2 km) 떨어진 조인트 댐이라는 두 번째 댐에 도달한다. 조인트 댐은 물을 동쪽으로 요르단 및 솔트레이크시티 운하로, 서쪽으로 사우스 요르단 운하로 전환한다.

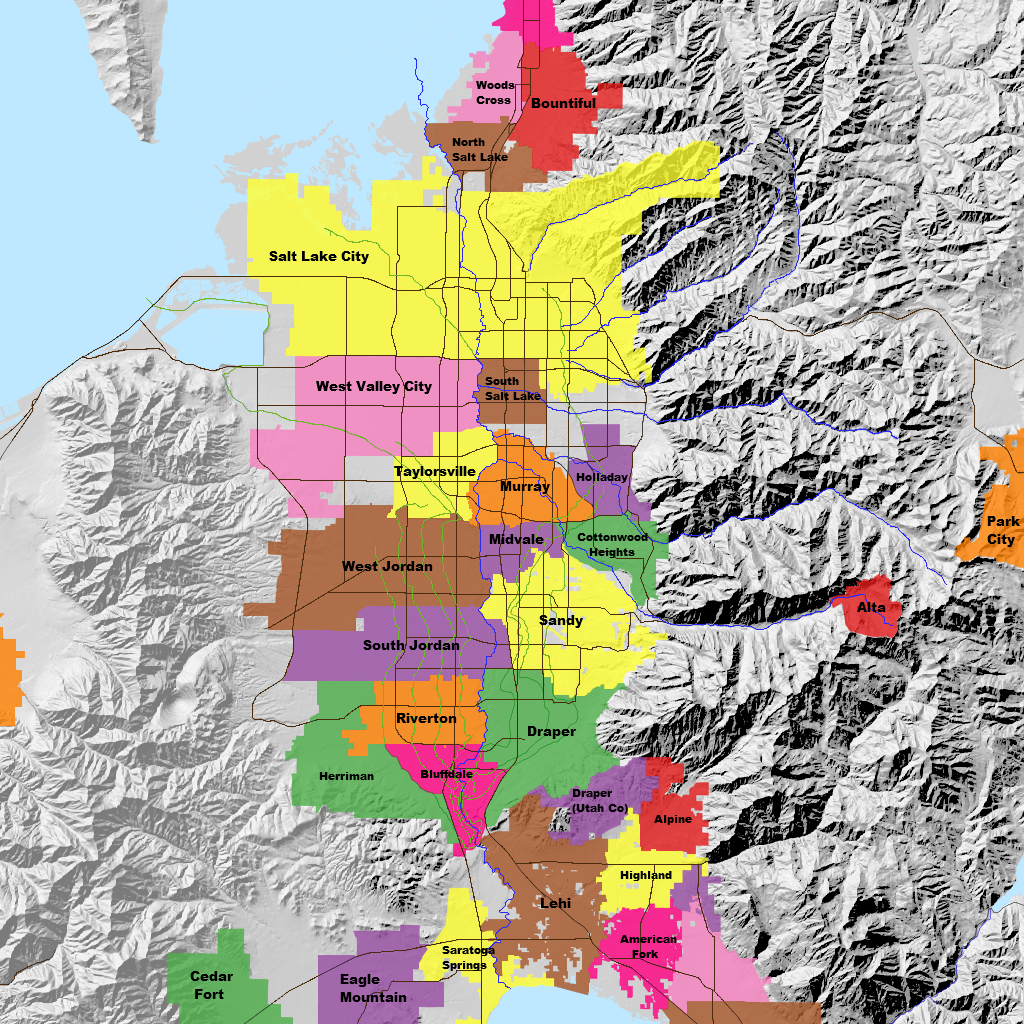
솔트레이크 계곡 지도

강은 그 후 솔트레이크 계곡의 중앙을 흐르며, 처음에는 블러프데일을 통과한 다음 리버턴과 드레이퍼 시 사이의 경계를 이룬다. 강은 그 후 사우스조던으로 들어가 서쪽에서 미다스 크릭과 합류한다. 사우스조던을 떠나면 강은 서쪽의 웨스트조던 시와 동쪽의 샌디 및 미드베일 시 사이의 경계를 이룬다. 서쪽에서 빙햄 크릭이 웨스트조던으로 흘러 들어간다. 동쪽 지류인 드라이 크릭은 샌디에서 본류와 합류한다. 강은 그 후 서쪽의 테일러스빌과 웨스트밸리시티 시와 동쪽의 머리 및 사우스솔트레이크 시 사이의 경계를 이룬다. 강은 머리의 주간고속도로 제215호선 아래로 흐른다. 리틀 코튼우드와 빅 코튼우드 크릭은 머리에서 동쪽으로 각각 하구에서 21.7 마일 (34.9 km)와 20.6 마일 (33.2 km) 떨어진 곳에서 합류한다. 밀 크릭은 사우스솔트레이크에서 동쪽으로 하구에서 17.3 마일 (27.8 km) 떨어진 곳에서 합류한다. 강은 솔트레이크시티 중앙을 관통하며, 다운타운 솔트레이크시티 서쪽 1마일 지점에서 주간고속도로 제80호선 아래로, 다시 솔트레이크시티 북부에서 주간고속도로 제215호선 아래로 흐른다. 주간고속도로 제15호선은 솔트레이크군 전역에서 강 동쪽 측면과 평행하게 달린다. 하구에서 16 마일 (26 km) 지점에서 강은 서플러스 운하 수로로 들어간다. 요르단강은 네 개의 수문을 통해 서플러스 운하에서 물리적으로 분리되어 북쪽으로 향하고 서플러스 운하는 북서쪽으로 향한다. 팔리, 에미그레이션, 레드 버트 크릭은 하구에서 14.2 마일 (22.9 km) 떨어진 지하 파이프를 통해 동쪽에서 합류한다. 시티 크릭도 강 하구에서 11.5 마일 (18.5 km) 떨어진 지하 파이프를 통해 들어온다. 강 길이와 하구의 고도는 기상 조건으로 인한 그레이트솔트호의 수위 변동에 따라 매년 달라진다. 호수는 평균 4,200 피트 (1,300 m)의 고도를 가지며, 이는 10 피트 (3.0 m)만큼 편차가 있을 수 있다. 요르단강은 그 후 서쪽에는 솔트레이크군이, 동쪽에는 노스솔트레이크와 데이비스군이 있는 상태로 9 to 12 마일 (14 to 19 km) 동안 계속 흐르다가 그레이트솔트호로 흘러 들어간다.

### 방류량
미국 지질조사국은 솔트레이크시티에 수표를 유지하고 있는데, 1980년부터 2003년까지의 연간 유출량은 연간 150,000 에이커피트 (190,000,000 m3)를 약간 넘거나, 모든 수원에서 요르단강으로 유입되는 총 800,000 에이커피트 (990,000,000 m3)의 100%에 해당한다. 서플러스 운하는 물의 거의 60%를 그레이트솔트호로 운반하며, 나머지는 다양한 관개 운하가 담당한다. 유타호에서 요르단강으로 유입되는 물의 양은 연간 400,000 에이커피트 (490,000,000 m3)를 약간 넘는다. 요르단강으로 유입되는 11개 주요 하천, 하수 처리장, 지하수로부터의 유입량은 각각 강으로 유입되는 물의 약 15%를 차지한다.

## 유역

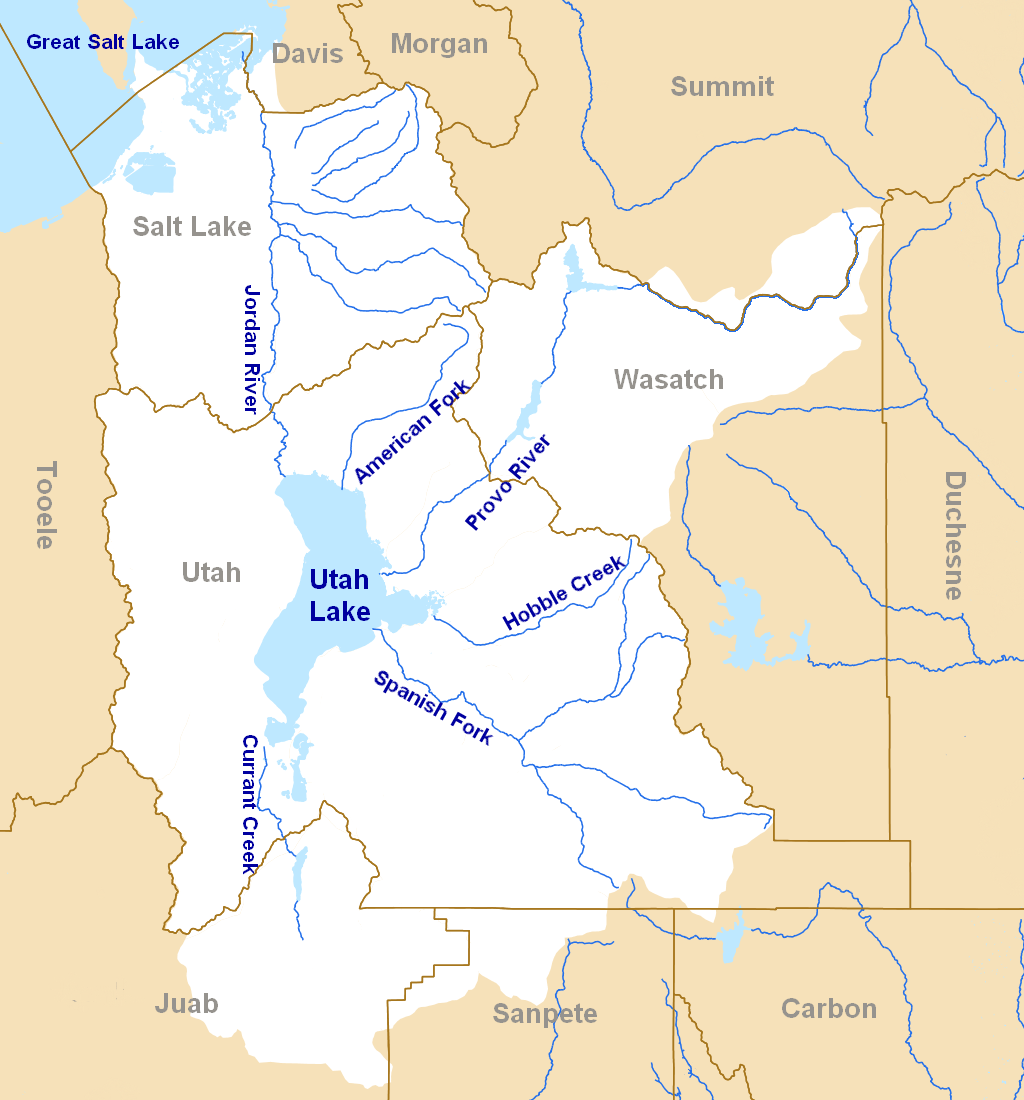
요르단강 유역 전체 지도

미국 지질조사국에 의해 정의된 요르단 분지는 솔트레이크군과 유타군 내에 완전히 위치하며, 대략 791 제곱마일 (2,050 km2)의 직사각형 지역이다. 이 분지는 상류 요르단강, 유타호, 프로보 및 스패니시 포크 분지를 포함하는 더 큰 3,830-제곱마일 (9,900 km2) 요르단강 유역의 일부이다. 유타주 6대 도시 중 4개 도시가 솔트레이크군에 있다. 요르단강은 샌디를 통과하며, 2010년 인구는 87,461명이다. 웨스트조던의 인구는 103,712명, 웨스트밸리시티의 인구는 129,480명, 솔트레이크시티의 인구는 186,440명이다. 산맥으로 둘러싸여 있어 지형이 크게 다르다. 동쪽에는 와사치 산맥이 솟아 있으며, 알타 근처의 트윈 피크스에서 해발 11,100 피트 (3,400 m)의 최고점을 이룬다. 서쪽에는 오쿼 산맥이 솟아 있으며, 판스워스 피크에서 해발 9,000 피트 (2,700 m) 이상의 최고점을 이룬다. 최저점인 4,200 피트 (1,300 m)는 강이 그레이트솔트호로 들어가는 강 하구에 있다. 오쿼 산맥과 와사치 산맥은 모두 산이 단층에서 솟아오르고 계곡 바닥이 떨어지는 정단층에 의해 형성된 지루산지이다. 와사치 단층은 와사치 산맥의 서쪽 가장자리를 따라 흐르고, 오쿼 단층은 오쿼 산맥의 동쪽 가장자리를 따라 흐른다.

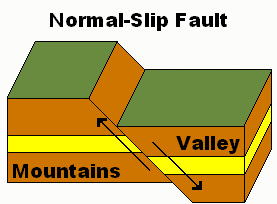
정단층의 단면도

약 75,000년 전부터 8,000년 전까지, 현재 유타 북부의 상당 부분은 본빌 호라는 플라이스토세 호수로 덮여 있었다. 본빌 호는 최대 범위에서 해발 5,200 피트 (1,600 m)에 이르렀고 표면적은 19,800 제곱마일 (51,000 km2)였다. 이 호수는 상대적으로 평평한 호수 바닥과 오늘날 볼 수 있는 계곡 바닥을 초래한 호수 퇴적물을 남겼다. 시간이 지남에 따라 이 지역은 점점 더 따뜻하고 건조한 기후를 겪으면서 본빌 호의 수위가 줄어들어 그레이트솔트호와 유타호를 잔류물로 남겼다. 강에서 가장 큰 경사 (27 feet per mile (5.1 m/km))는 요르단 협곡에 있으며, 나머지 강은 2 to 4 feet per mile (0.4 to 0.8 m/km)의 더 완만한 경사를 가진다.
요르단 분지의 약 237,000 에이커 (960 km2) (육지 면적의 46%)는 와사치, 오쿼, 트래버스 산맥에 있다. 미국 산림청은 와사치 산맥에 91,000 에이커 (370 km2)의 토지를 관리한다. 오쿼 산맥의 대부분은 사유지이며, 케네콧 구리 광산이 대부분의 토지를 소유하고 있다. 유타주는 분지 전역에 흩어져 있는 9,800 에이커 (40 km2)의 토지를 소유하고 있으며, 모든 항해 가능한 하천과 호수의 바닥도 소유한다.
요르단 분지에는 두 개의 뚜렷한 기후대가 있다. 저고도 지역은 네 개의 뚜렷한 계절을 가진 춥고 반건조한 기후로 특징지어진다. 여름과 겨울 모두 길며, 여름은 덥고 건조하며 겨울은 춥고 눈이 많이 온다. 솔트레이크시티는 연간 61 인치 (150 cm)의 눈을 받으며, 연간 총 강수량은 16.5 인치 (420 mm)이다. 평균 최고 기온은 7월에 91 °F (33 °C), 1월에 37 °F (3 °C)이다. 고고도 지역은 여름과 겨울 두 개의 뚜렷한 계절을 가진다. 가장 높은 고도 지역 중 하나인 유타주 알타는 연간 458 인치 (38.2 ft; 1,160 cm)의 눈을 받으며, 연간 총 강수량은 46 인치 (1,200 mm)이다. 평균 최고 기온은 7월에 73 °F (23 °C), 1월에 31 °F (−1 °C)이다.

## 역사
요르단강 유역의 첫 번째 알려진 거주민은 유목 수렵 채집민 그룹인 사막 고대 문화의 구성원이었다. Soo'nkahni 마을이라고 불리는 3,000년 된 고고학 유적지가 요르단강 옆에서 발굴되었다. 다음으로 기록된 거주민은 서기 400년부터 서기 1350년경까지의 프레몬트인으로, 현재 아이다호주 남부, 네바다주 서부 및 유타주 대부분에 살았던 수렵 채집 농부의 흩어진 부족으로 구성되었다. 프레몬트인의 사라짐은 농업에 유리한 날씨를 끝낸 변화하는 기후 조건과 현재의 유테, 파이우테, 북서부 쇼쇼니족의 조상들의 도착 때문으로 여겨진다. 유럽인 정착민들이 솔트레이크 계곡에 도착했을 때 영구적인 아메리카 원주민 정착지는 없었지만, 이 지역은 유타 계곡의 유테족 팀파노고스 부족과 같은 여러 부족이 점유한 땅과 접해 있었다. 오쿼 산맥 서쪽의 고슈트족, 솔트레이크 계곡 북쪽의 북서부 쇼쇼니족도 마찬가지였다.
1776년에 프란치스코회 선교사 실베스트레 벨레스 데 에스칼란테는 산타페, 뉴멕시코주에서 몬터레이, 캘리포니아주까지의 육로를 찾으려 하고 있었다. 그의 일행에는 12명의 스페인 식민지인과 유타 계곡 팀파노고스 부족 출신의 유테족 안내인 두 명이 포함되어 있었다. 1776년 9월 23일, 일행은 현재의 스패니시 포크 시에서 유타 계곡으로 들어섰다. 현지 팀파노고스 마을 주민들은 그들을 환대하고 북쪽의 호수에 대해 알려주었다. 에스칼란테는 그의 일지에 유타호를 "너비 6리그, 길이 15리그가 되어야 하는 호수[이며] 이 계곡 중 하나까지 뻗어 있다. 좁은 통로를 통해 북서쪽으로 흐르며, 그들이 말한 바에 따르면 훨씬 더 큰 다른 호수와 연결되어 있다."라고 묘사했다. 그레이트솔트호는 "그들이 말한 바에 따르면 이 호수와 연결되어 있는 다른 호수[이며] 많은 리그를 덮고 있고 그 물은 해롭고 극도로 짜다."라고 묘사되었다.
요르단강을 본 다음 유럽인 그룹은 에티엔 프로보스트의 일행이었다. 그는 프랑스계 캐나다인 모피 사냥꾼이었다. 1824년 10월, 프로보스트의 일행은 요르단강 어딘가에 있는 쇼쇼니족 캠프로 유인되어 지역 추장의 살해에 대한 보복으로 공격을 받았다. 사실, 살해는 피터 스키네 오그든의 일행 중 한 명에 의해 저질러졌다. 사람들은 방심한 상태로 붙잡혔고, 15명이 죽었지만 프로보스트와 다른 두 명은 탈출했다. 이 강은 역사적으로 프로보의 포크라고 불렸는데, 퀘벡 태생의 모피 사냥꾼은 프로보와 프로봇 외에 프로보스트(발음은 "프로보")로도 알려졌기 때문이다.
1847년 7월 22일, 첫 몰몬 개척자 일행이 솔트레이크 계곡에 도착했고, 닷새 후 브리검 영이 이끄는 다른 일행이 강을 건너 그레이트솔트호에서 목욕을 했다. 정착자들은 아직 이름이 붙지 않은 강이 유타호를 염분성 그레이트솔트호로 배수하는 방식이 중동에 위치한 요르단강이 갈릴래아호를 사해로 배수하는 방식과 놀랍도록 유사하다는 것을 발견했다. 이러한 유사성은 결국 강 이름에 영향을 미쳤고, 1847년 8월 22일 회의가 열려 서부 요르단강이라는 이름이 결정되었다. 비록 나중에 요르단강으로 단축되었지만. 1850년까지 요르단강, 빅 코튼우드 크릭, 리틀 코튼우드 크릭, 밀 크릭, 팔리 크릭 및 에미그레이션 크릭을 따라 정착지가 건설되었다. 1850년, 미국 육군 지형공병대의 하워드 스탠스버리 대위는 요르단강 전체를 여행하며 측량하고 야생동물을 관찰했다. 1869년에는 이 강이 유타 센트럴 철도 건설에 사용된 통나무와 침목을 운반하는 데 사용되었다.
오쿼 산맥의 빙햄 캐니언에서 1887년경 저급 구리 광상이 발견되어 광업권이 출원되었다. 빙햄 캐니언은 구리, 몰리브데넘, 금 및 기타 광물을 함유한 마그마가 표면으로 천천히 이동하여 암석으로 냉각된 반암 동 광상이다. 1890년까지 지하 구리 채굴이 시작되었고, 1907년에는 케네콧 구리 광산이 노천 채굴을 시작했다. 20세기 초, 미드베일과 웨스트조던의 요르단강 근처에 광석을 처리하기 위한 제련소가 건설되었다. 2010년 현재 케네콧 구리 광산의 노천 채굴장은 너비 2.8 마일 (4.5 km), 깊이 0.8 마일 (1.3 km)이다.
19세기 내내 그리고 1940년대까지 요르단강 유역의 물은 솔트레이크 계곡의 농경 사회를 지탱했다. 1950년 솔트레이크군은 농업에 489,000 에이커 (764 mi2; 1,980 km2)를 사용했다. 그러나 1992년에는 솔트레이크 계곡의 급속한 도시화로 인해 농업에 사용되는 토지 면적이 108,000 에이커 (44,000 ha)로 감소했으며, 2002년에는 82,267 에이커 (33,292 ha)로 더욱 줄어들었다.

### 강 개조
요르단강 유역의 개조는 몰몬 개척자들이 솔트레이크 계곡에 도착한 지 이틀 후에 관개를 위해 시티 크릭에서 물이 전환되면서 시작되었다. 요르단강을 따라 가장 초기의 댐과 도랑은 1849년에 현재의 테일러스빌 근처 강 서쪽의 땅을 관개하기 위해 건설되었다. 다른 도랑으로는 1850년에 웨스트조던의 설립자 중 한 명인 아치볼드 가드너가 그의 방앗간에 물을 공급하기 위해 건설한 것과 사우스조던의 설립자인 알렉산더 벡스테드가 1859년에 농지에 물을 공급하기 위해 벡스테드 도랑을 건설한 것이 있다. 다른 많은 작은 댐과 도랑도 처음 25년 동안 건설되었으며, 이들 중 일부는 2010년 현재에도 사용되고 있다. 이들 도랑은 모두 요르단강 범람원에서 소량의 땅만 관개했으며, 가장 큰 벡스테드 도랑은 580 에이커 (230 ha)를 관개했다.

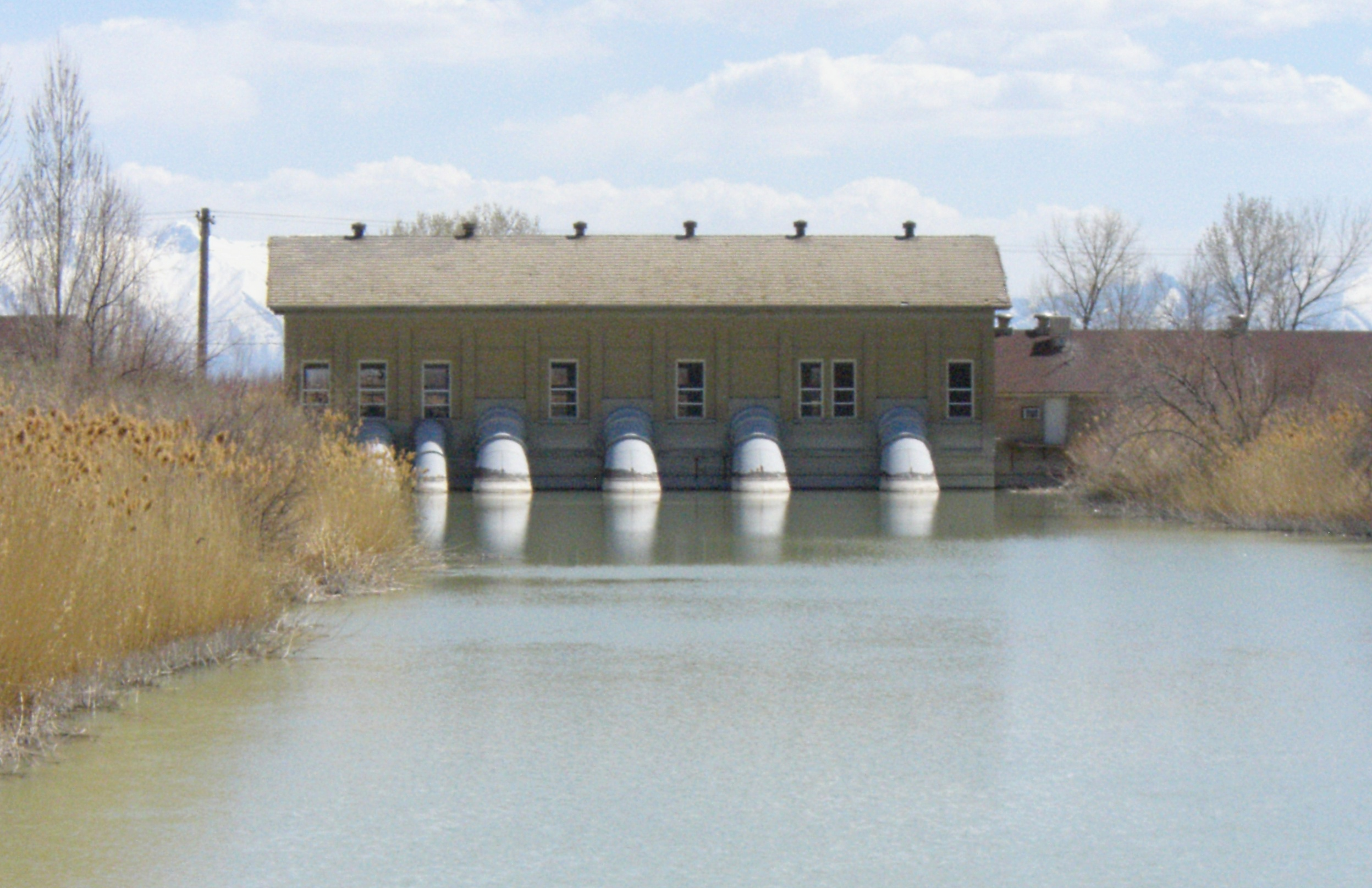
유타호의 요르단강 펌프장

1860년대 후반에 접어들면서 더 많은 경작지를 만들려면 더 크고 새로운 운하를 건설해야 한다는 것이 분명해졌다. 요르단 협곡에 첫 번째 댐은 1872년에 건설되었고 1880년에 높이를 높였다. 이는 댐이 호수 수위를 높이는 원인이라고 생각한 유타호 근처 주민들의 격렬한 반발을 불러일으켰다. 몇 년간의 분쟁 끝에 유타호의 수용 가능한 고도를 결정하기 위한 위원회가 설립되었다. 위원회의 1885년 결정은 호수 수위가 정해진 타협 수준을 초과할 경우 요르단강이 댐이나 수문으로 방해받을 수 없다고 명시했다. 또한 위원회는 강 발원지에 펌프가 설치된 후 호수가 타협 수준을 초과할 경우 모든 펌프가 작동해야 한다고 명시했다. 그러나 호수 수위가 타협 수준 아래로 떨어지면 유타호에 물을 저장하기 위해 펌프를 끌 수 있었다.

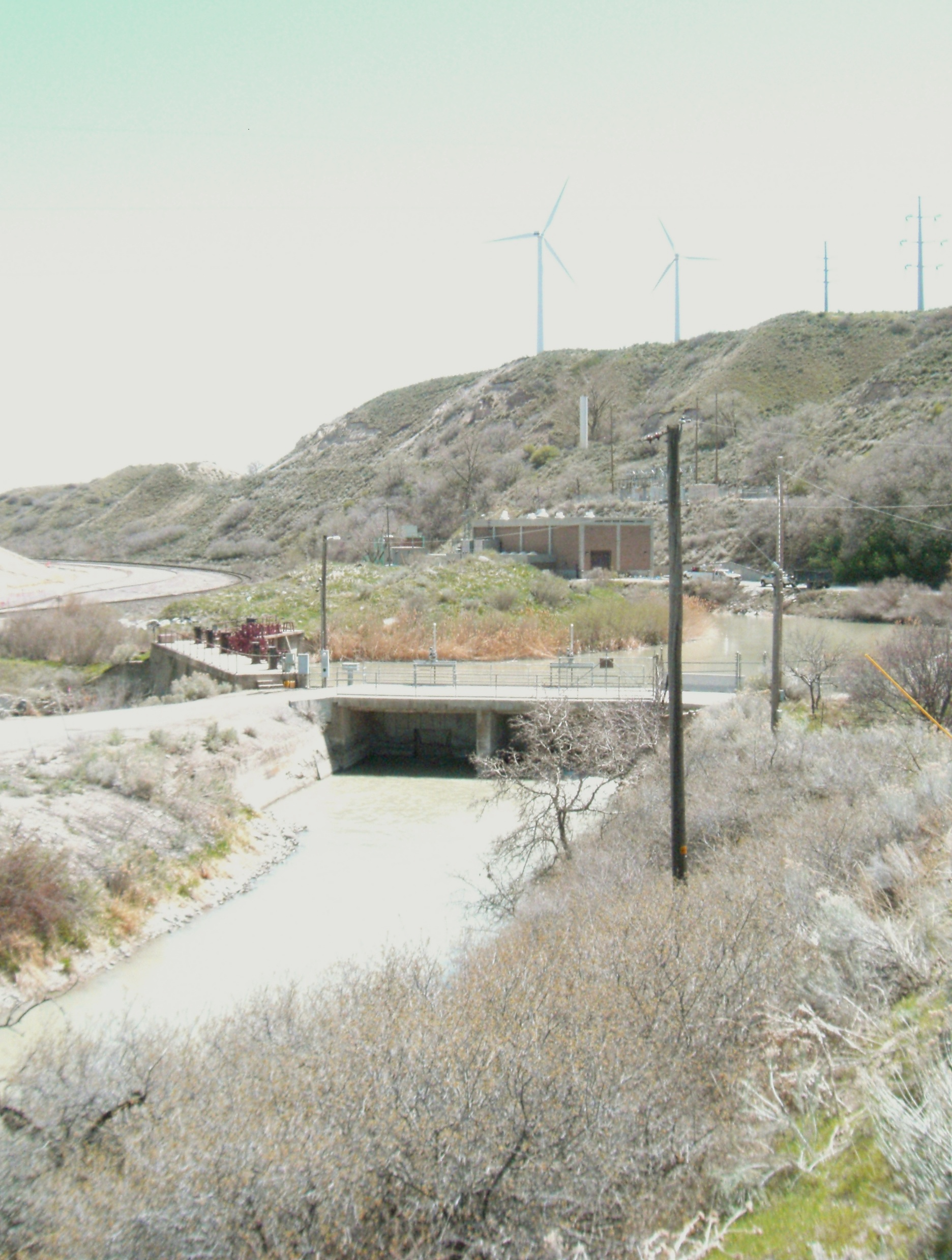
여러 운하로 물을 전환하는 요르단 협곡의 댐 및 펌프장

1875년, 최초의 대규모 운하인 사우스 조던 운하가 완공되어 요르단강 벼랑 위 지역으로 물을 처음으로 가져왔다. 요르단 협곡의 댐에서 시작된 총 5개의 대규모 운하가 1883년까지 완공되었다. 두 번째 댐은 1890년에 첫 번째 댐에서 몇 마일(약 5km) 하류에 건설되었으며, 두 운하의 흐름을 더 잘 조절하기 위해 건설되었다. 두 댐은 이후 몇 년 동안 재건되었으며, 수문과 수문을 사용하여 물을 가두기보다는 운하의 전환 지점으로 작동한다. 1901-1902년의 가뭄으로 요르단강은 가끔 흐름을 멈췄고, 이에 대응하여 유타호 출구에 펌프장이 설치되었다. 이는 당시 미국에서 가장 큰 펌프장이었으며, 총 용량 700 세제곱피트 (20 m3) 초당 7개의 펌프를 포함했다. 1934년과 1992년의 가뭄 동안 두 번, 유타호 수위가 너무 낮아 펌프가 쓸모없게 되었고 요르단강은 실제로 말라버렸다. 1950년대에는 강 유속을 증가시키기 위한 홍수 통제 조치로 솔트레이크군에서 강의 상당 부분이 곧게 펴졌다. 곧게 펴는 과정의 일환으로 강에 있는 곡선 부분이 잘리고 수로 경사가 증가했다. 강은 또한 지역 제련소 작업의 일환으로 미드베일과 머리에서 범람원의 반대편으로 옮겨졌다.
1983-1984년의 홍수로 유타호가 범람하여 프로보, 리하이, 그리고 현재의 새러토가스프링스의 주택과 농지가 침수되었다. 프로보의 주간고속도로 15호선 주변에는 유타호가 고속도로를 침수하는 것을 막기 위해 제방이 건설되어야 했다. 빅 코튼우드, 팔리, 에미그레이션, 시티 크릭은 범람하는 하천을 관리하기 위해 모래주머니로 된 거리를 따라 흘러내렸다. 철도 노선과 주간고속도로 80호선을 보호하기 위해 그레이트솔트호에 추가 제방이 건설되었다. 홍수의 결과로 유타호 타협 수위는 4,489 피트 (1,368 m)로 수정되었다.

## 생태

### 무척추동물과 물고기

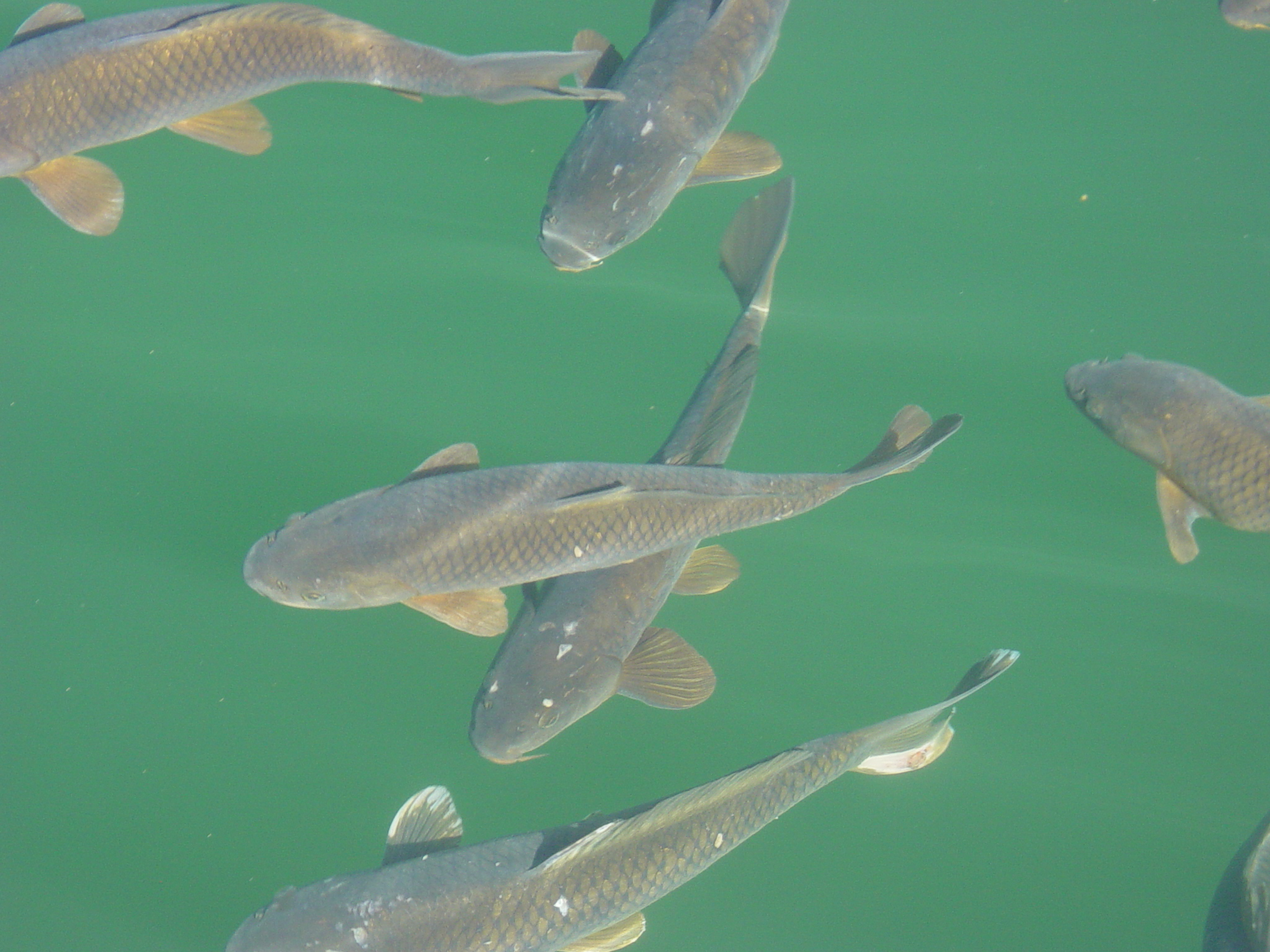
파월호의 커먼 카프

요르단강에서 무척추동물은 물고기와 다른 수생 생물의 중요한 식량원 역할을 하며, 수질과 강의 건강을 측정하는 지표로 기능한다. 요르단강에는 34개의 다른 무척추동물 그룹이 발견되며, 가장 흔한 것은 환형동물강 (여기에 지렁이가 포함됨), 모기 유충 및 날도래목 유충이다. 유타주는 "지속적인 개체군 생존 가능성에 대한 위협을 입증할 수 있는 신뢰할 수 있는 과학적 증거가 있는 종"을 포함하는 민감종 목록을 유지한다. 요르단강 유역 고유종인 리라테 산달팽이와 참굴이 이 목록에 포함되어 있다. 2007년 무척추동물 및 오염 반응 조사에 따르면 요르단강은 유기 오염으로 인해 실질적으로 심하게 손상되었으며 용존 산소 수치가 감소했다.
역사적으로 요르단강은 본빌 컷스로트 송어, 유타호 스컬핀, 준 빨판 (June sucker), 얼룩 스컬핀, 유타 추브 (Utah chub), 유타 빨판 (Utah sucker)을 포함한 13종의 토착종이 서식하는 냉수 어장이었다. 오늘날 요르단강은 유타 빨판과 멸종위기종인 준 빨판만이 유타호에 서식하는 온수 어장이다. 그러나 유타 추브는 여전히 요르단강에서 발견된다. 오늘날 가장 흔하게 발견되는 어종은 커먼 카프로, 남획으로 인해 토착종 개체군이 고갈된 후 식량원으로 요르단강과 유타호에 도입되었다. 유타주 야생동물 자원국은 정기적으로 강에 메기목과 무지개송어를 방류한다.

### 야생동물
이 지역이 도시화되기 전에는 큰뿔양, 노새사슴, 코요테, 회색늑대, 아메리카비버, 사향쥐, 잭래빗과 같은 포유동물들이 강을 따라 볼 수 있었다. 몰몬 정착민들이 도착한 후인 1848년경 존 D. 리에 의해 "해로운 동물 사냥"이 조직되었다. 사냥의 최종 집계에는 "곰 2마리, 울버린 2마리, 살쾡이 2마리, 늑대 783마리, 여우 409마리, 밍크 31마리, 독수리 9마리, 까치, 매, 올빼미 530마리, 까마귀 1,026마리"가 포함되었다. 오늘날 요르단강을 따라 원래의 대형 포유동물은 발견되지 않으며, 대부분 라쿤, 붉은여우 및 반려동물로 대체되었다. 유타 민감종 목록에 있는 요르단강 지역 동물로는 초록뱀, 서부두꺼비, 키트여우, 흰세점박이박쥐, 그리고 타운센드큰귀박쥐가 있다.
유타호 및 그레이트솔트호와 결합된 요르단강은 이 지역에서 가장 풍부한 조류 자원 중 하나를 제공한다. 200종 이상의 조류가 강을 번식 서식지로 사용하거나 이동 경로의 중간 기착지로 사용한다. 한때 흔했던 버드나무딱새, 회색고양이새, 휘파람어치, 미국붉은꼬리딱새, 검은제비갈매기, 노랑부리뻐꾸기와 같은 토착종은 더 이상 강을 따라 발견되지 않는다. 노랑멱참새와 노랑가슴노랑턱밭종다리는 여전히 작고 고립된 개체군으로 발견된다. 현재 가장 흔하게 발견되는 종은 검은부리까치, 우는비둘기, 서부초원종달새, 제비, 그리고 비토착종인 고리목꿩과 유럽찌르레기이다.

### 식생

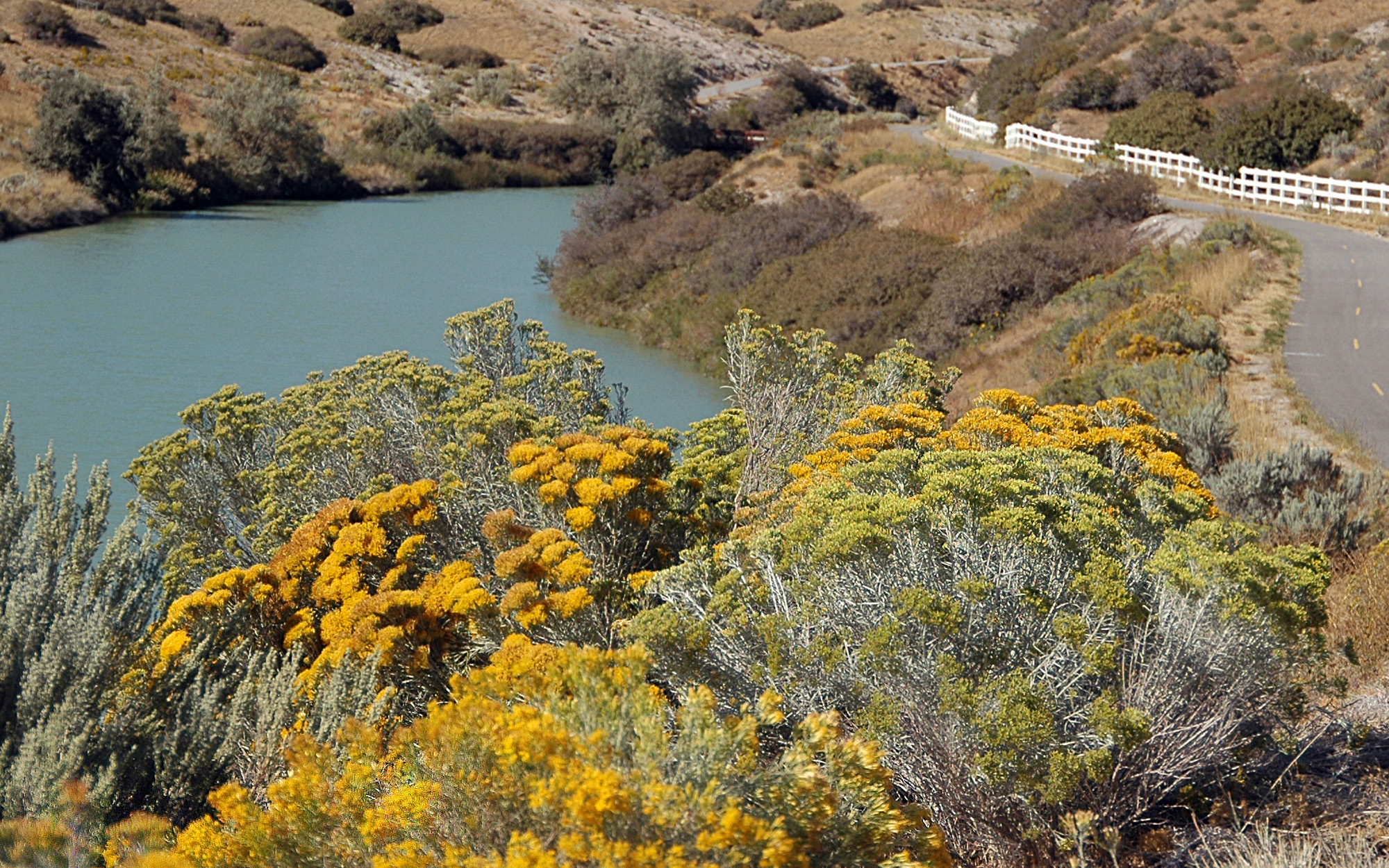
요르단강 공원길을 따라 있는 랍빗브러시

유역의 식생은 고도와 강수량에 밀접하게 관련되어 있다. 분지의 약 30%는 주로 고고도 지역에 참나무, 사시나무, 침엽수가 분포한다. 저고도 지역의 분지 27%는 산림 관목, 쑥갓, 쥐니퍼, 풀로 풍부하다. 요르단강 유역의 약 34%는 도시 지역으로 분류된다.
현재 요르단강 범람원은 러시안 올리브와 위성류 또는 염생 삼나무가 지배하며, 한때 버드나무와 코튼우드 나무가 발견되었을 것이다. 여우꼬리 보리, 염생초, 토끼풀, 부들 및 기타 갈대와 같은 식물 종은 여전히 강을 따라 작은 지역에서 발견된다. 오차드그라스, 켄터키 블루그래스, 털개밀, 피부풀, 밀싹, 페스큐와 같은 외래 목초들이 흔한 풀 종이 되었다. 취약종인 꽃, 유테스 레이디스-트레세스도 강을 따라 발견될 수 있다.

## 오염
요르단강은 솔트레이크 계곡 정착 이래로 폐기물 저장고 역할을 해왔다. 100년 동안 처리되지 않은 생하수가 강으로 버려졌고, 농업 및 축산 폐수가 발생했으며, 광업 활동으로 40개의 제련소가 건설되어 강이 주로 비소와 납과 같은 중금속으로 오염되었다. 1962년 미드베일의 강에서는 총 대장균 수치가 100밀리리터당 약 3백만으로 기록되었는데, 유타주의 수질 기준은 100밀리리터당 총 대장균 수가 5,000을 초과해서는 안 된다. 1965년 솔트레이크시티에 새로운 하수 처리장이 가동되어 32,000,000 US gallons per day (120,000 m3/d)의 생하수가 운하에 버려지는 것을 막았다.
유타주 수질 관리국과 유타주 식수 관리국은 유타주의 수질 규제 및 관리를 담당한다. 오염 기준을 초과하는 하천은 클린 워터법에 따라 303d 목록에 등재된다. 이 법은 또한 주정부가 2년마다 손상된 수역을 식별하고 다양한 수역에서 손상을 유발할 수 있는 오염 물질에 대한 총 일일 최대 부하량 (TMDL)을 개발하도록 요구한다. 요르단강과 리틀 코튼우드 크릭은 2006년 303d 목록에 포함되었다. 요르단강의 일부 지역에서 기준치를 초과한 매개변수에는 온도, 용존 산소, 총 용존 고형물, 대장균 및 염분이 포함된다.

### EPA 슈퍼펀드 부지
슈퍼펀드 부지는 유독 및 유해 폐기물과 관련하여 미국에서 가장 오염이 심각한 지역으로 지정된다. 미국 환경보호청은 특정 부지가 유해한지 여부를 결정하고, 위험을 줄이기 위한 조치 과정을 준비하며, 오염에 책임 있는 당사자를 찾아내는 연방 기관이다. 부지가 슈퍼펀드 프로그램에 등재되면 정화를 위한 연방 자금이 지원된다.
케네콧 남부 구역/빙엄 부지는 코퍼턴, 오쿼 산맥 기슭에서 빙엄 크릭과 버터필드 크릭까지의 케네콧 구리 광산 운영으로 인한 오염을 포함한다. 72-제곱마일 (190 km2) 크기의 납, 비소 및 황산염 (유역의 9%를 덮음) 오염 기둥이 현재 광산 부지에서 요르단강까지 지하수를 오염시키고 있다. 2006년에는 미국에서 가장 큰 내륙 역삼투 공장이 지하수 정화를 위해 건설되었으며, 두 번째 공장은 건설 예정되어 있다. 그러나 지하수 정화 완료는 2040년까지 예상되지 않는다. 1998년 이 부지는 케네콧의 정화 진행 상황과 나머지 정화를 법적으로 의무화하는 합의 명령으로 인해 슈퍼펀드 목록에서 제외되었다.

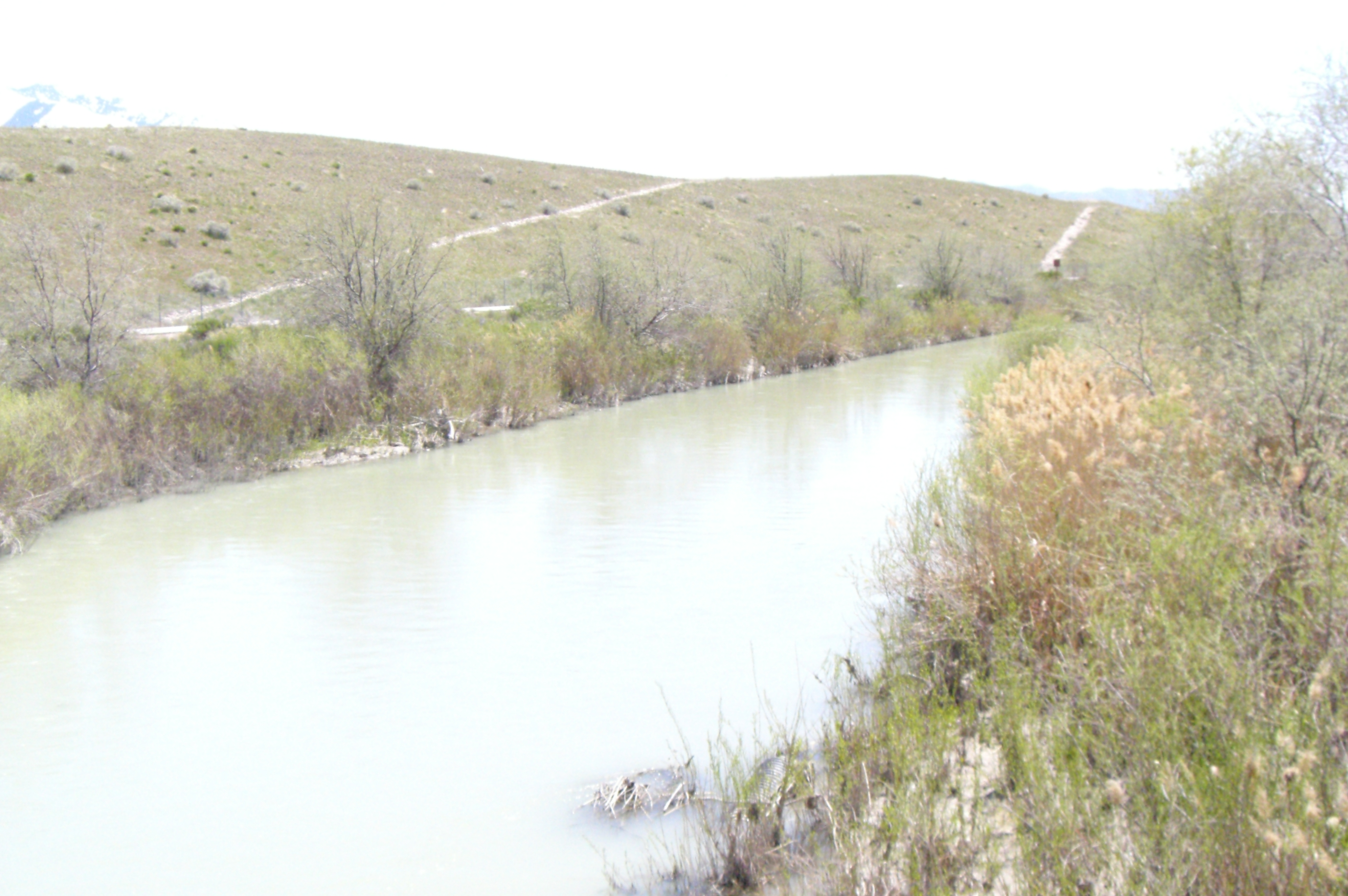
샤론 스틸 슈퍼펀드 부지에서 덮개를 씌운 광미 옆 강

머리 제련소 부지는 1872년부터 1949년까지 대규모 납 제련소가 운영되던 곳이었다. 142-에이커 (57 ha) 부지는 비소와 납으로 오염된 지하수를 포함했지만, 대부분의 정화 작업은 2001년에 완료되었다.
미드베일에는 요르단강의 4%를 따라 위치한 두 개의 슈퍼펀드 부지가 있다. 미드베일 슬래그 부지는 요르단강 6,800 피트 (2,100 m)에 인접한 446-에이커 (180 ha) 부지이다. 1871년부터 1958년까지 이 부지에는 케네콧 및 다른 광산의 광석을 처리하는 다섯 개의 별도 제련소가 있었다. 이 부지는 납, 비소, 크로뮴, 카드뮴으로 오염되었다. 부동산 정화는 완료되었지만, 2010년 현재 요르단강 강변 개선 프로젝트는 여전히 진행 중이다. 샤론 스틸은 요르단강의 4,500 피트 (1,400 m)에 인접한 460-에이커 (190 ha) 부지로, 1902년부터 1971년까지 케네콧 구리 광산의 구리를 제련하는 데 사용되었다. 이 부지는 납, 비소, 철, 망가니즈, 아연으로 오염되었다. 정화는 완료되었으며, 2004년에 이 부지는 슈퍼펀드 목록에서 제외되었다.

### 우라늄 광미
비트로 우라늄 밀은 사우스 솔트레이크에 위치한 128-에이커 (52 ha) 부지로, 요르단강, 밀 크릭, 작은 습지로 둘러싸여 있으며 사우스 비트로 디치(South Vitro Ditch)가 관통한다. 1953년부터 1964년까지 운영된 이 부지에는 우라늄 제분소와 우라늄 저장소가 있었다. 1989년에 표면 오염 정화가 완료되었으며, 광미, 방사능 오염 토양 물질 및 잔해가 부지에서 제거되었다. 그러나 700,000,000 미국 갤런 (2,600,000 m3)의 오염된 얕은 지하수가 여전히 남아 있으며, 어떤 조치를 취해야 할지 결정하기 위한 연구가 진행 중이다.

## 요르단강 파크웨이

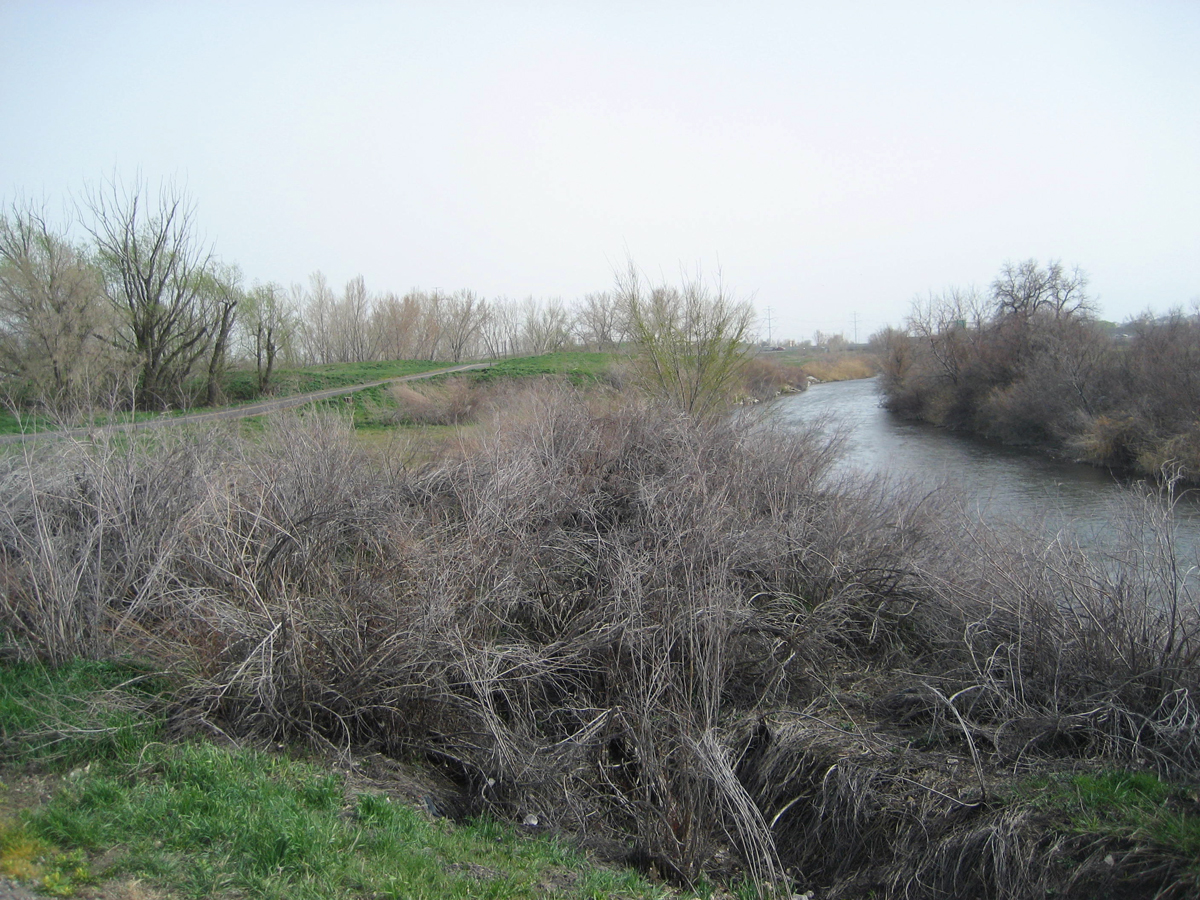
유타주 머리의 코튼우드 그로브 공원 강

요르단강 파크웨이는 원래 1971년에 두 개의 저수지, 습지 복원, 차량 통행을 위한 강변 도로, 산책로, 공원을 포함하는 홍수 통제 대책으로 제안되었다. 1986년까지 1,800만 달러가 요르단강 주변 토지 매입 및 머리 골프 코스, 몇 개의 작은 공원, 그리고 약 4 마일 (6.4 km)의 카누 코스와 산책로 건설에 사용되었다. 2010년 현재, 유타호에서 데이비스군 경계까지 40-마일 (64 km) 길이의 연속 혼합 사용 도로는 대부분 완성되었다. 카누와 카약을 위한 수로도 건설 중이지만, 댐, 다리, 보 및 기타 장애물로 인해 강의 사용이 방해받고 있다.
강변 공원에는 각 정원이 다른 나라를 상징하는 8.5 에이커 (3.4 ha)의 정원인 국제 평화 정원, 약 50 에이커 (20 ha)의 자연 지역인 레드우드 자연 지역, 59 에이커 (24 ha)의 산책로, 낚시 연못, 자연 지역을 포함하는 사우스 조던의 리버프론트 공원, 59 에이커 (24 ha)에 걸쳐 15개의 테마 정원이 있는 땡스기빙 포인트, 그리고 200-에이커 (81 ha), 18홀 골프 코스가 있으며, 50 에이커 (20 ha)의 캠핑 및 야생 동물 지역인 유타군의 윌로우 공원이 있다.

## 같이 보기
- 유타주의 강 목록

## 참고 문헌

### 도서
- Bancroft, Hubert Howe (1889), 《History of Utah: 1540–1886》, 샌프란시스코: The History Company, ISBN 978-1-153-38612-8, 2013년 10월 21일에 원본 문서에서 보존된 문서, 2010년 3월 27일에 확인함
- Black, Bill D.; Lund, William R.; Schwartz, David P.; Gill, Harold E.; Mayes, Bea M. (1996), 《Paleoseismic investigation on the Salt Lake City segment of the Wasatch zone at South Fork Dry Creek and Dry Gulch Sites, Salt Lake County, Utah》, 솔트레이크시티: Utah Geological Survey, ISBN 978-1-55791-399-9, 2021년 10월 19일에 원본 문서에서 보존된 문서, 2010년 5월 25일에 확인함
- Cuch, Forrest S., 편집. (2000), 《A History of Utah's American Indians》, Logan: 유타 주립대학교 출판부, ISBN 978-0-913738-48-1, 2011년 6월 21일에 원본 문서에서 보존된 문서, 2010년 3월 20일에 확인함
- Fisher, Richard S. (1855), 《A new and complete statistical gazetteer of the United States of America》, 뉴욕: J.H. Colton and Company, 2018년 1월 15일에 원본 문서에서 보존된 문서, 2010년 4월 21일에 확인함
- Janetski, Joel C. (1991), 《The Ute of Utah Lake》, 솔트레이크시티: 유타 대학교 출판부, ISBN 978-0-87480-343-3
- Lund, William R. (1996), 《The Oquirrh fault zone, Tooele County, Utah: surficial geology and paleoseismicity》, Salt Lake City: 유타 지질조사국, ISBN 978-1-55791-370-8, 2021년 10월 19일에 원본 문서에서 보존된 문서, 2010년 5월 25일에 확인함
- Madsen, Brigham D. (1985), 《The Shoshoni Frontier and the Bear River Massacre》, Salt Lake City: 유타 대학교 출판부, ISBN 978-0-87480-494-2
- Madsen, David B. (2002), 《Exploring the Fremont》, Salt Lake City: 유타 자연사 박물관, ISBN 978-0-940378-35-3
- Mead, Elwood (1904), 《Report of irrigation investigations in Utah》, Washington D.C.: United States Department of Agriculture, Office of Experiment Stations, ISBN 978-1-142-17418-7, 2021년 10월 19일에 원본 문서에서 보존된 문서, 2010년 3월 27일에 확인함
- Stansbury, Howard (1852), 《Exploration and Survey of the valley of the Great Salt Lake of Utah》, United States Senate, ISBN 978-0-548-21928-7, 2014년 9월 20일에 원본 문서에서 보존된 문서, 2010년 3월 27일에 확인함

### 보고서
- “Alta, UT”, 《U.S. Climate Normals Quick Access》 (National Oceanic and Atmospheric Administration), 1991–2020, 2022년 4월 4일에 확인함
- “County Summary Highlights: 1992” (PDF), 《1992 Census of Agriculture》 (미국 농무부), 1992, 2010년 3월 7일에 원본 문서 (PDF)에서 보존된 문서, 2010년 3월 29일에 확인함
- “County Summary Highlights: 2002” (PDF), 《2002 Census of Agriculture》 (미국 농무부), 2002, 2010년 3월 6일에 원본 문서 (PDF)에서 보존된 문서, 2010년 4월 21일에 확인함
- 《Carp In Utah Lake Impacting Ecosystem》 (PDF), June Sucker Recovery Implementation Program, June 2004, 2011년 7월 19일에 원본 문서 (PDF)에서 보존된 문서, 2010년 3월 29일에 확인함
- 《Fishery and Macroinvertebrate Studies of the Jordan River in Salt Lake County》, Central Valley Water Reclamation Facility Board, November 1986
- Brimhall, Willis H.; Merritt, Lavere B. (1981), “Geology of Utah Lake: Implications for Resource Management”, 《Great Basin Naturalist Memoirs》 (5: Utah Lake Monograph): 25–27, 2011년 10월 8일에 원본 문서에서 보존된 문서, 2010년 4월 19일에 확인함
- Seaber, Paul R.; Kapinos, Paul; Knapp, George L. (1987), “Hydrologic Unit Maps” (PDF), 《U.S. Geological Survey Water-Supply Paper 2294》 (미국 정부 인쇄소), 2011년 6월 29일에 원본 문서 (PDF)에서 보존된 문서, 2010년 5월 25일에 확인함
- 《Hydrology of Northern Utah Valley, Utah County, Utah, 1975–2005》 (PDF), 미국 지질조사국, February 2009, 2012년 10월 14일에 원본 문서 (PDF)에서 보존된 문서, 2010년 6월 17일에 확인함
- “Jordan River Basin Planning for the Future” (PDF), 《Utah State Water Plan》 (Utah Division of Water Resources), March 2010, 2010년 3월 18일에 원본 문서 (PDF)에서 보존된 문서, 2010년 3월 27일에 확인함
- 《Jordan River Natural Conservation Corridor Report》 (PDF), Utah Reclamation Mitigation and Conservation Commission & US Fish and Wildlife Service, September 2000, 2009년 8월 25일에 원본 문서 (PDF)에서 보존된 문서, 2010년 3월 29일에 확인함
- 《Jordan River Parkway, An Alternative》 (PDF), Urban Technology Associates, 1971, 2010년 7월 5일에 원본 문서 (PDF)에서 보존된 문서, 2010년 4월 2일에 확인함
- “Jordan River Stability Study” (PDF), 《Watershed Planning and Restoration Program》 (솔트레이크군), December 1992, 2010년 7월 5일에 원본 문서 (PDF)에서 보존된 문서, 2010년 3월 25일에 확인함
- 《Jordan River TMDL: Work Element 1 – Evaluation of Existing Information》 (PDF), Utah State Division of Water Quality, March 2007, 2010년 5월 27일에 원본 문서 (PDF)에서 보존된 문서, 2010년 4월 22일에 확인함
- 《Jordan River TMDL: Work Element 2 – Pollutant Identification and Loading》 (PDF), Utah State Division of Water Quality, July 2009, 2010년 5월 27일에 원본 문서 (PDF)에서 보존된 문서, 2010년 4월 22일에 확인함
- 《Jordan River Trail Master Plan》 (PDF), Salt Lake County Parks and Recreation, 2008, 2010년 7월 5일에 원본 문서 (PDF)에서 보존된 문서, 2010년 4월 6일에 확인함
- “Oquirrh Mountains” (PDF), 《Utah Wilderness Survey》 (Bureau of Land Management), 2009년 5월 10일에 원본 문서 (PDF)에서 보존된 문서, 2010년 3월 26일에 확인함
- “Riparian Improvement Project Fact Sheet” (PDF), 《Midvale Slag Superfund Program》 (Environmental Protection Agency), October 2008, 2011년 6월 1일에 원본 문서 (PDF)에서 보존된 문서, 2010년 3월 27일에 확인함
- “Salt Lake City Climatology” (PDF), 《Climatography of the United States》 (National Climatic Data Center), February 2004, 2010년 6월 16일에 확인함
- “Statistics for Counties” (PDF), 《1950 Census of Agriculture》 (미국 농무부), 1950, 2011년 10월 4일에 원본 문서 (PDF)에서 보존된 문서, 2010년 3월 29일에 확인함
- 《Utah Lake and Jordan River water rights and management plan》 (PDF), Salt Lake City, 1989, 2010년 3월 28일에 확인함
- 《Utah's 2006 Integrated Report Volume II – 303(d) List of Impaired Waters》 (PDF), Department of Environmental Quality Division of Water Quality, 2006, 2010년 3월 27일에 확인함
- 《Utah Sensitive Species List》 (PDF), 유타주 야생동물 자원국, December 2007, 2010년 5월 6일에 원본 문서 (PDF)에서 보존된 문서, 2010년 4월 23일에 확인함